# Carol (rivière)
Pour les articles homonymes, voir Carol.
Le Carol (Querol ou Aravó en catalan) est une rivière du sud de la France et du nord de l'Espagne, et un sous-affluent de l'Èbre par le Sègre.

## Géographie
Le Carol prend sa source dans les Pyrénées, dans le département des Pyrénées-Orientales, sur le versant sud du massif du Carlit, et se jette dans le Sègre à l'aval de Puigcerdà. Le Carol parcourt 30 km en France.

### Départements et principales villes traversés
- France Pyrénées-Orientales : Porté-Puymorens, Porta, Latour-de-Carol
- Espagne Catalogne : Puigcerdà

### Toponyme
Le Carol a donné son hydronyme à la commune de Latour-de-Carol.

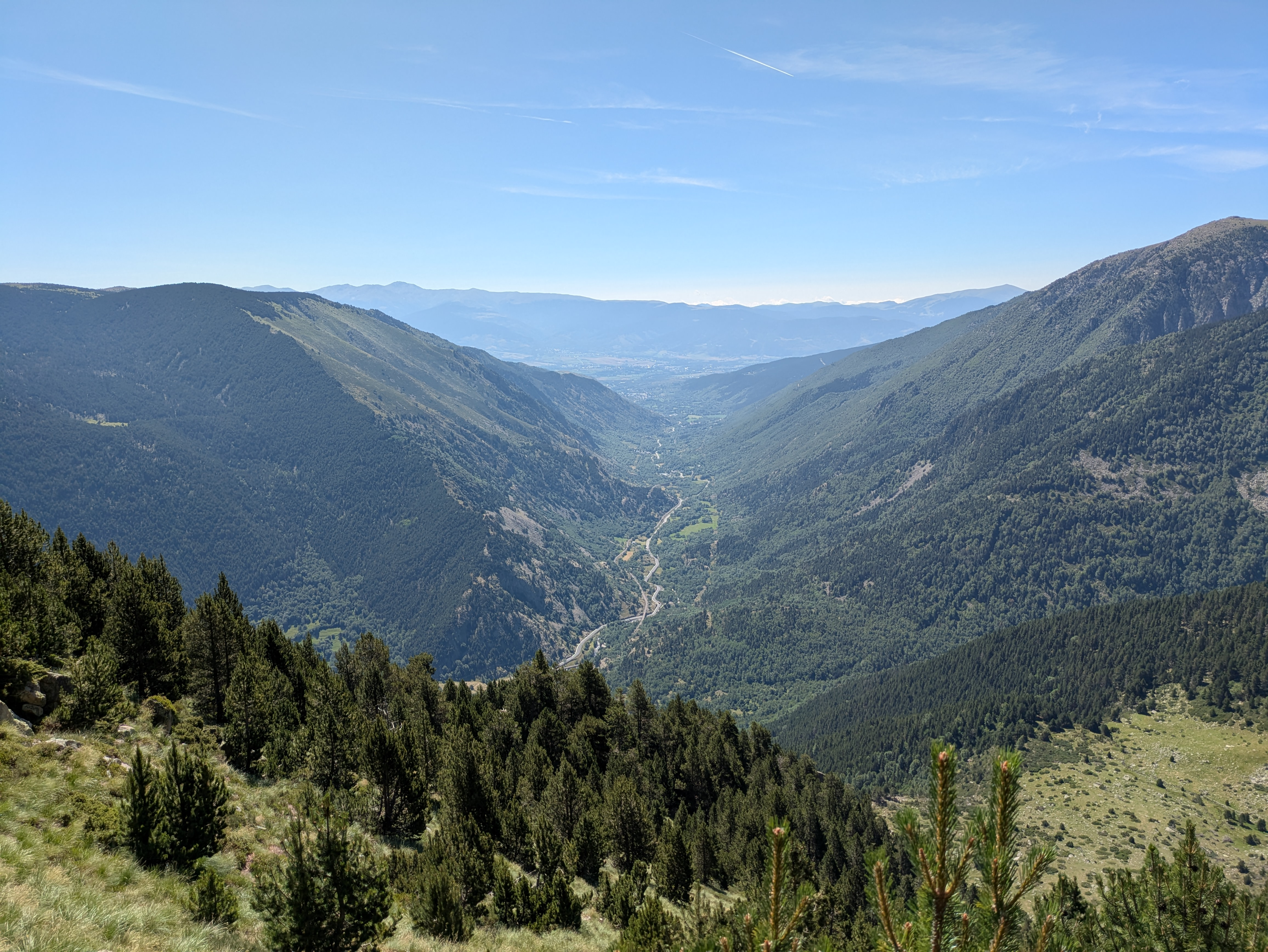
Vue vers le sud sur la vallée de Carol, depuis un point situé au-dessus de Porta. Le village de Latour-de-Carol se trouve dans la partie inférieure de cette section de la vallée.

### Affaire du Lac Lanoux
Le lac de Lanoux fit l'objet d'un différend entre la France et l'Espagne en 1949. La France voulait utiliser l'eau du lac afin d'alimenter une usine hydroélectrique à construire à l'Hospitalet. La galerie d'amenée traverserait la ligne de partage des eaux Méditerranée-Atlantique pour déboucher dans la vallée de l'Ariège, privant ainsi l'Espagne de cet apport en eau. Celle-ci opposa alors son véto, bien que la France ait fait des concessions dans son projet déposé en 1953, entre autres qu'une compensation en quantité équivalente d'eau soit restituée au Carol et à son bassin versant naturel. Après l'examen par un Tribunal arbitral constitué pour l'occasion en 1957, l'Espagne est déboutée et celui-ci donne raison à la France. Le jugement entérina donc les termes d'un Accord à signer (ce qui sera fait le 12 juillet 1958) où la France restitue un volume d'eau équivalent (sans préciser sa qualité) au volume détourné. Une seconde galerie est percée sous le col de Puymorens, qui est sur la ligne de partage des eaux, appelée galerie Ariège-Carol ou canal Verdier, prenant les eaux dans la vallée de l'Ariège là où le cours d'eau cesse d'être partagé avec l'Andorre, quelques km en dessous du Pas de la Case, qui était alors un hameau de quelques maisons, ne provoquant pas la pollution connue plus tard. La galerie débouche dans le Carol, à 100 mètres au sud-ouest de la sortie sud du tunnel routier du Puymorens,,.

## Hydrologie
Le Carol a été observé à la station hydrologique Y0284060 le Carol à Porta.